# مراصد المطالع في تناسب المقاطع والمطالع
مراصد المطالع في تناسب المقاطع والمطالع: ألفه: هو جلال الدين عبد الرحمن بن أبي بكر السيوطي، يتحدث الكتاب عن المناسبات في القرآن، وهو: علم يعرف به القارئ علة الترتيب بين أجزاء القرآن.
تظهر أهمية الكتاب في أمور منها: موضوعه: حيث تدور المناسبات حول القرآن، وجوانبه البلاغية، وارتباط فواتح السور بخواتمها. ومن منهجه في الكتاب: يذكر المناسبات في إشارات سريعة، ويذكر العلاقة بين المطلع والخاتمة مع الآيات، ويذكر المناسبات اللفظية والمناسبات المعنوية .

## أهمية الكتاب
تظهر أهمية الكتاب من خلال معرفة أهمية علم المناسبات، فعلم المناسبات له أهمية كبيرة؛ ويظهر ذلك من خلال الآتي:
- من محاسن الكلام ارتباط بعضه ببعض.
- علم يظهر بلاغة القرآن وفصاحة ألفاظه، وشرف معانيه.
- تظهر فيه لطائف القرآن وروائعه.
- فيه دلالة على صدق الرسول محمد صلى الله عليه وسلم وأنه أتى بالقرآن من عند الله.[4]